# Telekes
Telekes è un comune dell'Ungheria di 575 abitanti (dati 2001). È situato nella contea di Vas.